# 矢部暉種
矢部 暉種（やべ あきたね、生没年不詳）は、鎌倉時代頃の武将。因幡国八東郡の国人・因幡矢部氏の始祖。通称・十郎、父は平次為定。

## 経歴
元々は駿河国安倍郡矢部村の地頭一族であったが正治2年（1200年）正月、梶原景時一族が鎌倉を追われた際、幕府の命を受け駿河国清見関にて梶原一族を討ち取った。この時、父・平次為定は播磨国福田庄を、嫡子の暉種は因幡国八東郡山田村外20ヶ村を恩賞として与えられ入部、若桜鬼ヶ城を築城して安土桃山時代まで続く因幡矢部氏の始祖となった。